# Montalet-le-Bois
Montalet-le-Bois is een gemeente in het Franse departement Yvelines (regio Île-de-France) en telt 291 inwoners (1999). De plaats maakt deel uit van het arrondissement Mantes-la-Jolie.

## Geografie
De oppervlakte van Montalet-le-Bois bedraagt 3,0 km², de bevolkingsdichtheid is 97,0 inwoners per km².
De onderstaande kaart toont de ligging van Montalet-le-Bois met de belangrijkste infrastructuur en aangrenzende gemeenten.

## Demografie
Onderstaande figuur toont het verloop van het inwonertal (bron: INSEE-tellingen).